# Remo Mally
Remo Mally (* 24. März 1991 in Wagna) ist ein österreichischer Fußballspieler auf der Position eines Abwehrspielers.

## Karriere

### Verein
Mally begann seine aktive Karriere als Fußballspieler, kurz nach seinem achten Geburtstag, im Jahre 1999 bei der damaligen Spielgemeinschaft (SPG) zwischen Flavia Solva und dem SV Leibnitz. Dort durchlief er mehrere Jugendspielklassen, ehe der Verein 2003 zum SVL Flavia Solva fusioniert wurde. Bei den Leibnitzern spielte er noch bis zum Jahre 2005 im Nachwuchs, bevor er in die Bundeshauptstadt Wien wechselte, wo er in die Jugendabteilung des FK Austria Wien aufgenommen wurde. Gleichzeitig besuchte er bis 2009 auch die Frank-Stronach-Akademie (FSA) in Hollabrunn.
Nachdem er bei der Austria auch mehrere Jahre im Nachwuchs aktiv gewesen war, kam er zur Saison 2008/09 vermehrt in der von Toto gesponserten U-19-Jugendliga zum Einsatz. So kam er in dieser Saison auf 16 Meisterschaftseinsätze, ein Tor, sowie ein Eigentor. Des Weiteren kam er während der gesamten Saison auf nur eine gelbe Karte, was für einen Abwehrspieler eine wirklich gute Leistung ist.
Neben den Einsätzen in der U-19-Jugendliga, die er auch schon während der Spielzeit 2009/10 hatte, kam er zu einigen Spielen in der zweithöchsten Spielklasse in Österreich.
Sein Profidebüt gab er dabei am 24. Juli 2009 bei der 1:3-Niederlage gegen den SCR Altach. Mally kam in der 46. Spielminute, nachdem Altach bereits nach 23 gespielten Minuten mit 3:0 in Führung lag, für den Neuzugang Manuel Wallner ins Spiel. Einen weiteren Einsatz hatte Mally bereits in der darauffolgenden Runde; danach musste er beinahe drei Monate warten, ehe er zu einem weiteren Profieinsatz kam. Nachdem er in der Meistersaison 2012/13 zu keinem Einsatz gekommen war, wechselte er im Sommer 2013 zum Ligakonkurrenten SC Wiener Neustadt. Mit den Niederösterreichern stieg er 2015 aus der Bundesliga ab.
Zur Saison 2018/19 wechselte er zum viertklassigen USV Mettersdorf.

### Nationalmannschaft
Mally kam unter anderem bereits für die österreichische U-17-Auswahl zum Einsatz und absolvierte für diese in fünf gespielten Partien einen Treffer. Weiters nahm er von 7. bis 14. Februar 2009 am U-18-Lehrgang der österreichischen U-18-Nationalmannschaft im türkischen Antalya teil.